# Контрольный узел

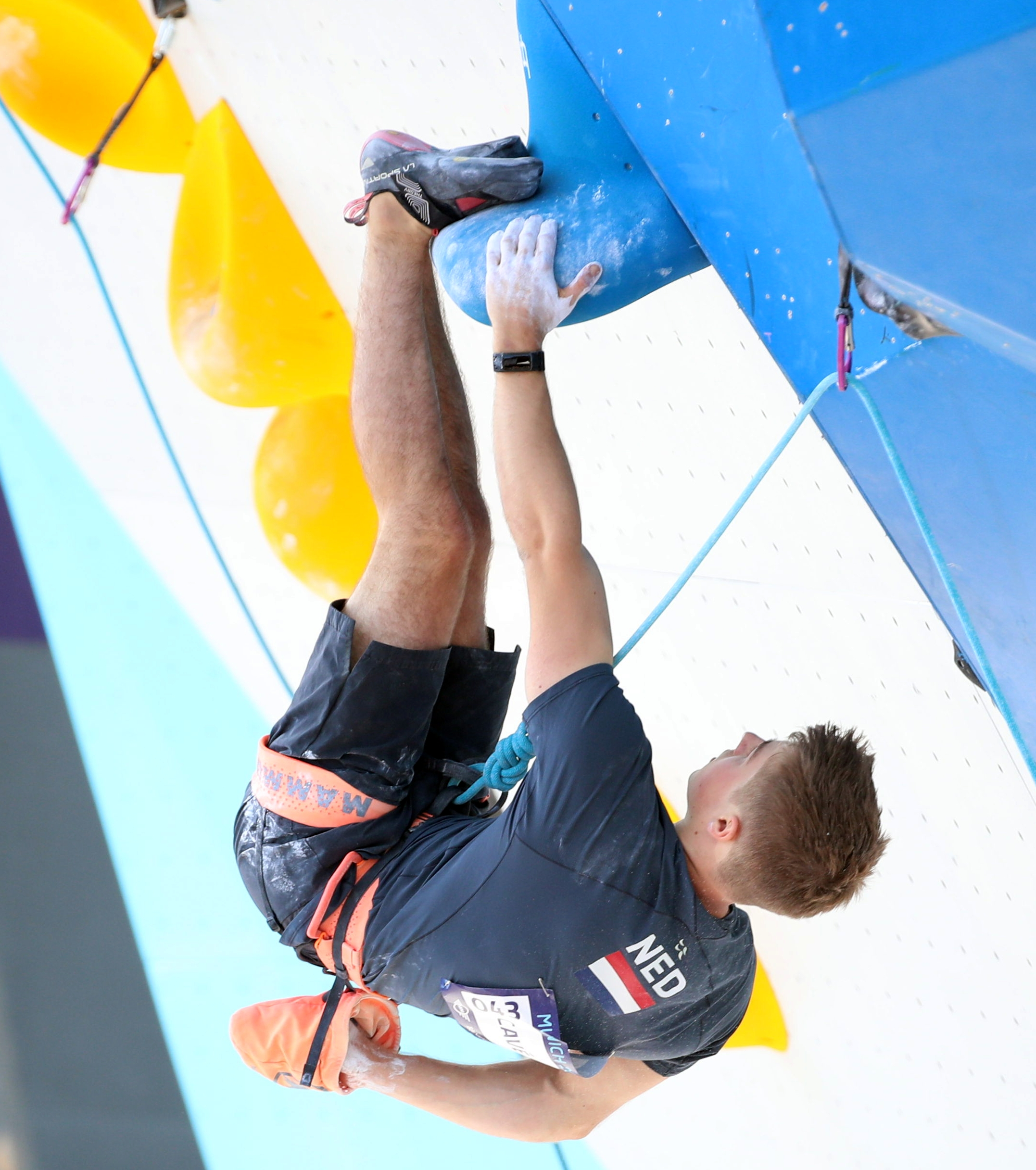
Контрольный (двойной простой) узел, который завязан после основного узла «восьмёрка» на страховочной системе скалолаза.
Чемпионат Европы по спортивному скалолазанию,
Мюнхен (Германия), 2022

Контро́льный у́зел (англ. backup knot — «страховочный узел») — вспомогательный узел в альпинизме, завязываемый на альпинистской верёвке после основного узла и предотвращающий развязывание. Одно из комплекса средств профилактического метода в альпинизме, предотвращающее ослабление узла при «переменных» нагрузках, дальнейшее выскальзывание «рабочего» конца верёвки из узла и последующего вероятного развязывания узла, могущего привести к несчастному случаю. Если возникают сомнения в надёжности основного узла, следует завязать контрольный узел после. В спорте (спортивный туризм, спортивный альпинизм, спортивное скалолазание) контрольный узел применяют на конце верёвки для страховки, чтобы верёвка не вылетела бы из спускового устройства, или после страховочного узла для предотвращения развязывания при «переменных» нагрузках; на флоте — после штыков и на «ходовом» конце троса для предотвращения «выхлёстывания» «бегучего» такелажа из шкива блока.
Контрольные узлы подразделяют на «скользящие» и «глухие»:
- Скользящие контрольные узлы — используют для удержания «рабочего» конца верёвки на «грузовом» при «переменных» нагрузках для сохранения формы узла и его свойства[14]
- Глухие контрольные узлы — используют для предотвращения сползания контрольного узла к основному[15], в завязывании переплетают между собой «рабочий» и «грузовой» концы

## Применение
В страховке
Американские и европейские инструкторы требуют завязывания контрольного узла (Double Overhand Knot — «двойной простой узел») после привязывания альпинистской верёвки восьмёркой к страховочной системе в страховке во избежание развязывания при «переменных» нагрузках; российские альпинисты используют восьмёрку в страховке без контрольного узла.
После «сползающих» узлов
После некоторых «сползающих» узлов, например, шкотового, прямого, булиня, узла проводника требуют обязательно завязывать контрольный узел.
На конце верёвки
На конце верёвки, приблизительно в одном метре от конца, завязывают контрольный узел (двойной простой узел в качестве сто́порного) для предотвращения «выхлёстывания» верёвки из спускового устройства.

## Перечень контрольных узлов

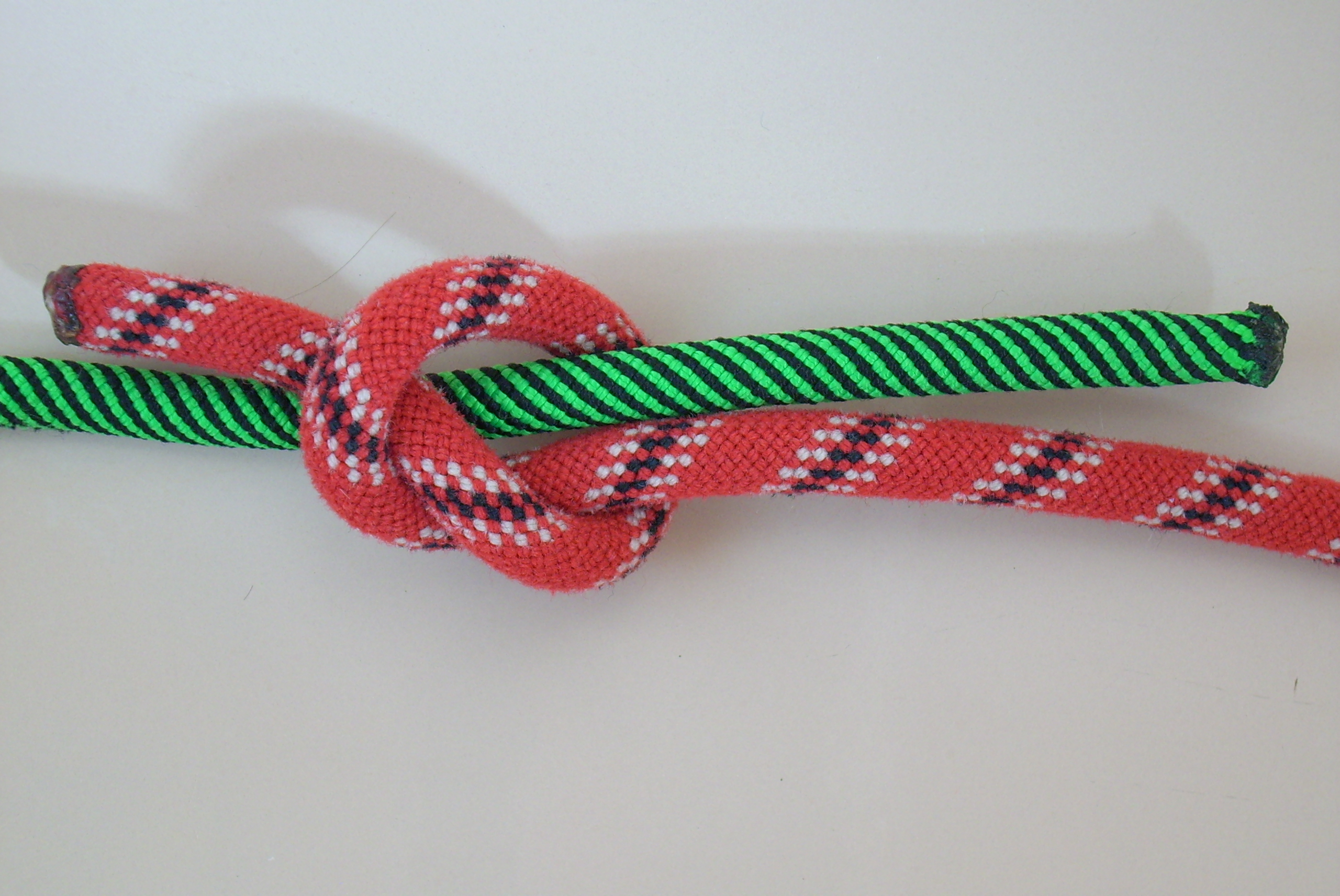
контрольный («простой») узел, завязанный «рабочим» концом верёвки на «грузовом», который в спортивном туризме называют «скользящим контрольным» узлом, с целью предотвращения развязывания основного узла
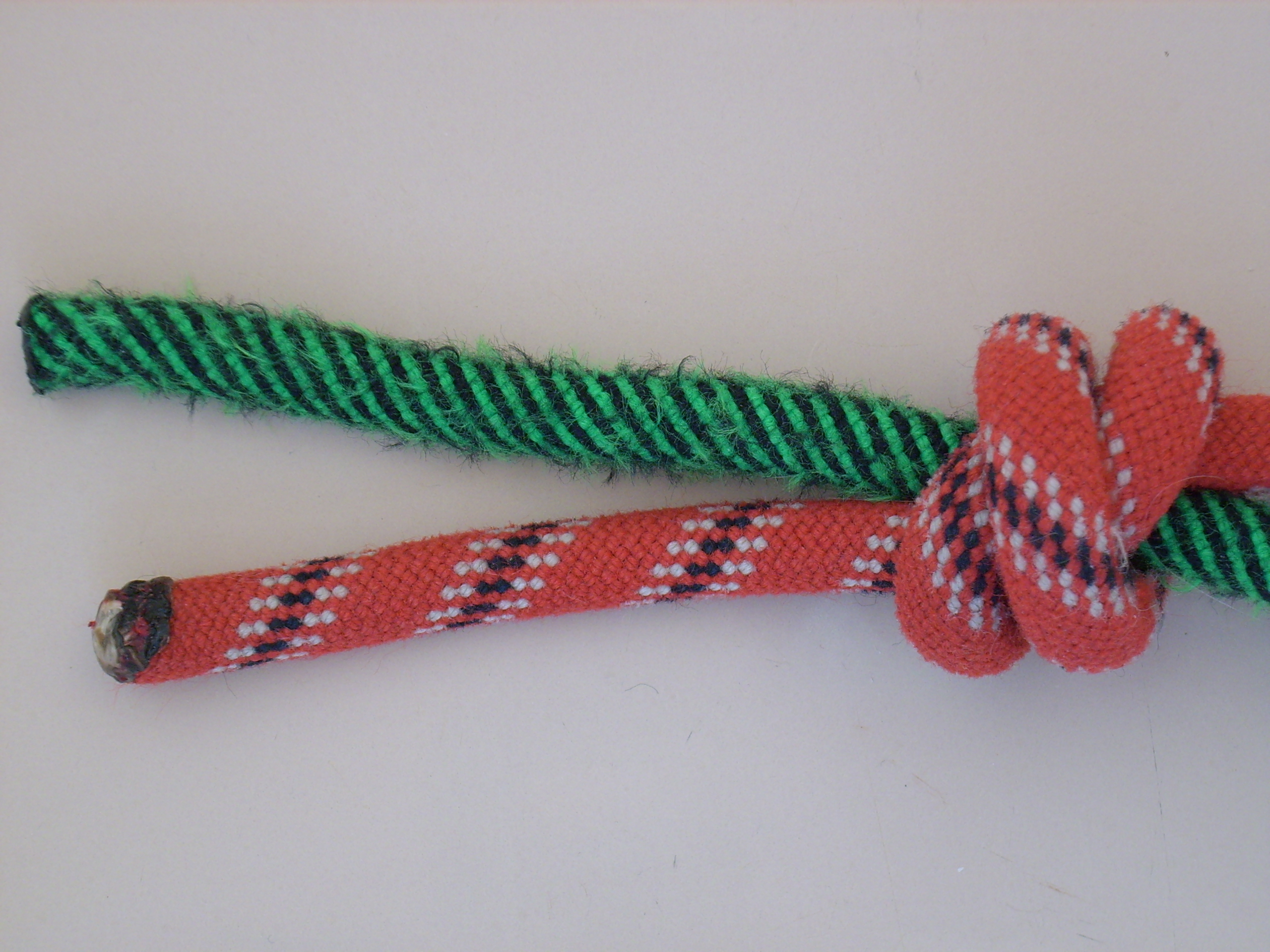
контрольный («двойной простой») узел в спортивном альпинизме («двойной скользящий контрольный» узел), завязанный «рабочим» концом верёвки на «грузовом», с целью предотвращения развязывания основного узла
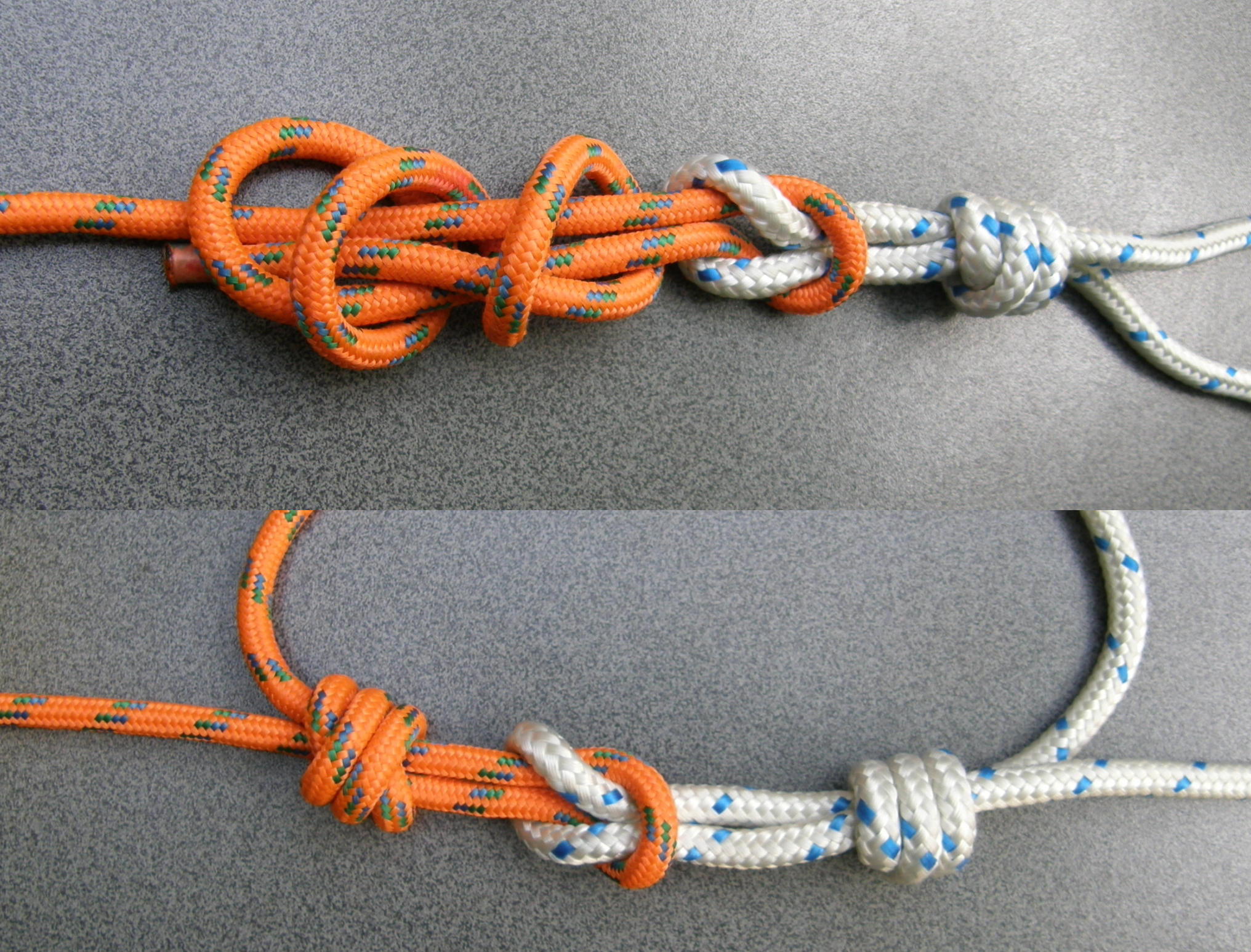
связывающий «прямой» узел, опасно[25] завязанный в качестве соединяющего с обязательными контрольными узлами «рабочими» концами верёвок на «грузовых» — «тройные скользящие контрольные» узлы
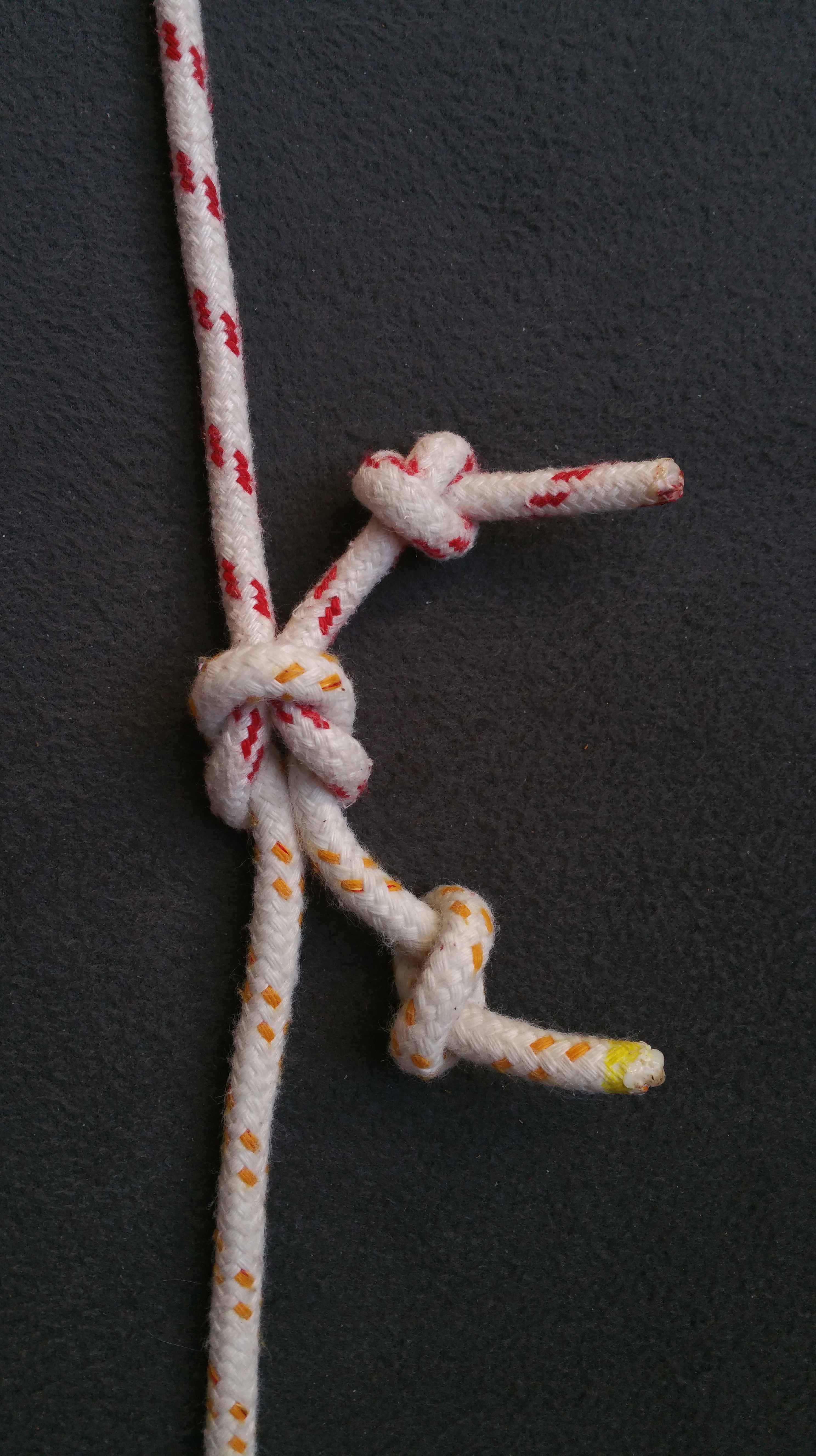
пожарный связывающий «простынёвый» узел, но опасно завязанный в качестве соединяющего не концами двух простыней, а концами двух верёвок — поздний вариант узла; контрольные узлы — простые
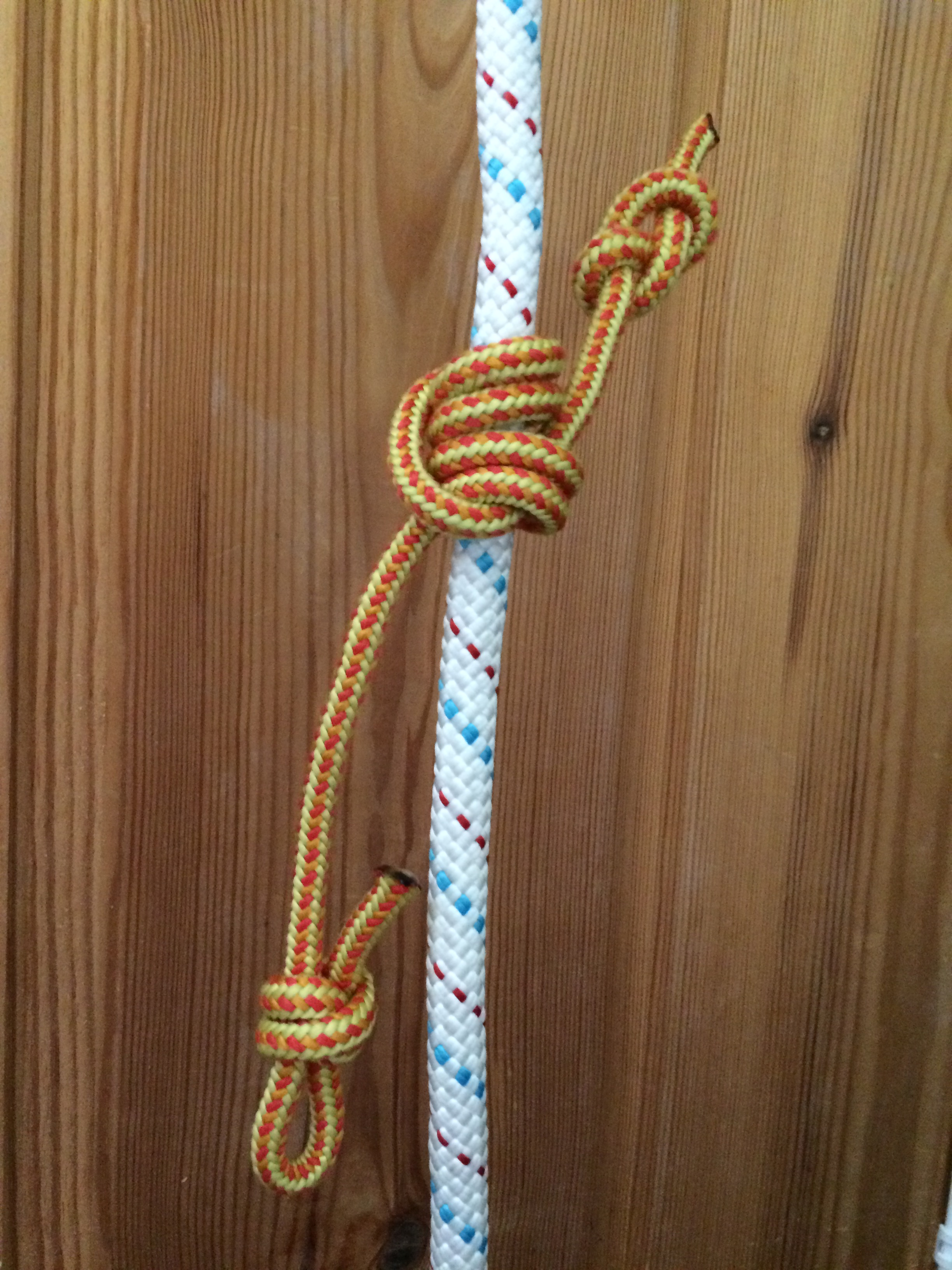
арбористский схватывающий узел Блейка с контрольным узлом («восьмёрка»)
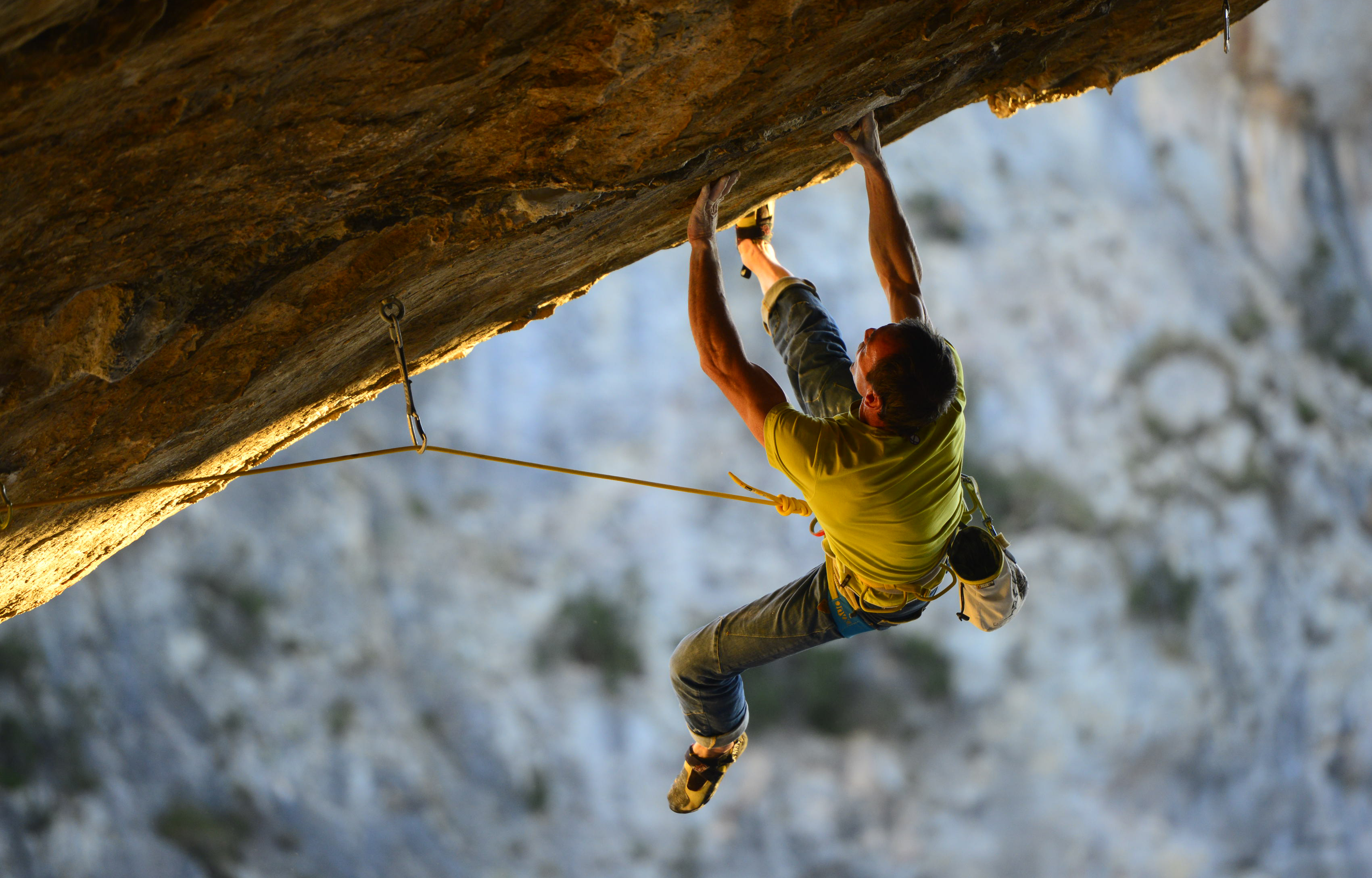
контрольный (двойной простой) узел, который завязан вплотную к основному узлу «восьмёрка» на страховочной системе скалолаза

В спорте
Спортивный туризм
- Простой узел, завязанный «рабочим» концом верёвки вокруг «грузового» после основного узла. В спортивном туризме называют «скользящим контрольным» узлом. Ранее, в горном туризме в качестве контрольного узла применяли простой (не скользящий) узел
- Для привязывания петли к чему-либо в спортивном туризме применяют «привязочный» узел, контрольным у которого выступает «встречный» узел; последний узел принимает на себя основную нагрузку

Спортивный альпинизм
- Двойной простой узел — более распространён сегодня в альпинизме в качестве контрольного узла, вследствие большей надёжности, чем простой узел. Ранее, в качестве скользящего контрольного применяли простой узел
- Узел, который завязывают вплотную к узлу Прусика (из трёх витков) при натяжении полиспаста
- Восьмёрка — контрольный узел на «рабочем» конце верёвки, который чаще применяют в американском альпинизме

Спортивное скалолазание
- Контрольным узлом может быть простой узел или двойной простой. Реже, после завязывания основного узла «рабочий» конец верёвки пропускают сквозь узел повторно (см. йосемитский булинь)

В ткацком деле
- Простой узел применяли в качестве контрольного узла для предотвращения развязывания узла на скользкой пряже (мохере), когда сначала концами оборванной пряжи связывали полуузел, после (выше, у концов) связывали основной узелок, а после, завязанный ранее контрольный полуузел перекидывали через основной узелок, получался контрольный простой узел, прикреплявший концы пряжи к нити[28]

В морском деле
- Восьмёрка — контрольный узел на ходовом конце троса для предотвращения «выхлёстывания» бегучего такелажа из шкива блока. Ранее, в качестве контрольного на флоте применяли простой узел
- Полуштык — контрольный узел ходовым концом троса вокруг коренного после основного узла (см. водный булинь)
- Схватка — прикрепление «ходового» конца троса к «коренному»; принимает на себя основную нагрузку
- Булинь — после «штыков» моряки завязывают узел «булинь»[29] — контрольный узел «на скорую руку»; принимает на себя основную нагрузку

В мясной торговле
- Полуштык — после завязывания основного связывающего узла ходовой конец верёвки вдевают внутрь полуштыка, который используют в качестве контрольного узла мясники для подвеса солонины. Мясники используют множество разнообразных узлов, роднит которые наличие контрольного узла (полуштыка), который, собственно, и обеспечивает надёжность[30]

В хирургии
- Полуузел — после завязывания пары основных связывающих полуузлов, добавляют третий полуузел, выступающий в качестве контрольного. Используют хирурги для сшивания ран. Первый полуузел затягивает рану, второй полуузел крепит первый, третий полуузел крепит второй[31]